# Lena Stojković
Lena Stojković (Split, 3. siječnja 2002.) hrvatska je taekwondoašica. Članica je TK Marjan iz Splita.
Osvojila je zlatne medalje u disciplini do 46 kg za žene na Svjetskim prvenstvima u taekwondou u Guadalajari 2022. i Bakuu 2023. godine.
Također je osvojila zlatne medalju u svojoj disciplini na Europskim prvenstvima u taekwondou u Sofiji 2021., u Manchesteru 2022. i u Beogradu 2024. godine.
Pobijedila je na Europskim igrama u Krakovu 2023. godine i bila brončana na Olimpijskim igrama mladih u Buenos Airesu 2018. godine.
Osvojila je brončanu medalju na OI 2024. u Parizu.